# 4651 Wongkwancheng
4651 Wongkwancheng eller 1957 UK1 är en asteroid i huvudbältet som upptäcktes den 31 oktober 1957 av Purple Mountain-observatoriet i Nanjing, Kina. Den är uppkallad efter Kwan-cheng Wong.
Den tillhör asteroidgruppen Koronis.